# Алёшин, Валерий Борисович
Валерий Борисович Алёшин (укр. Валерій Борисович Альошин; род. 1 января 1957 года, с. Скородистик Чернобаевского района Черкасской области) — украинский государственный деятель, депутат Верховной рады Украины II-IV созывов (1994—2006), заместитель министра финансов Украины (2009—2010).

## Биография
Родился 1 января 1957 года в селе Скородистик Чернобаевского района Черкасской области.
В 1979 года окончил Киевский государственный университет имени Т. Г. Шевченко по специальности «экономист».
С 1979 по 1994 год был ассистентом, преподавателем, старшим преподавателем, доцентом Кировоградского государственного педагогического института.
В 1994 году в результате парламентских выборов был избран народным депутатом Верховной рады Украины II созыва) от Индустриального избирательного округа № 224 Кировоградской области. В парламенте входил во фракцию «Народный рух Украины», был членом комитета по вопросам финансов и банковской деятельности.
На парламентских выборах 1998 года был избран народным депутатом Верховной рады Украины III созыва) от Народного руха Украины, первоначально входил во фракцию Народныого руха Украины, затем Украинского народного Руха, был председателем комитета по вопросам финансов и банковской деятельности.
На парламентских выборах 2002 года был избран народным депутатом Верховной рады Украины IV созыва) от блока Виктора Ющенко «Наша Украина», первоначально входил во фракцию «Наша Украина», затем Украинской народной партии и Партии промышленников и предпринимателей Украины, был первым заместителем председателя комитета по вопросам пенсионеров, ветеранов и инвалидов.
Во время президентских выборов 2004 года был доверенным лицом Виктора Ющенко в избирательном округе № 130.
С июня 2006 по март 2009 год занимал должность председателя Государственной комиссии по регулированию рынков финансовых услуг, с марта 2009 по март 2010 года был заместителем министра финансов Украины.
Заслуженный экономист Украины (1997).
Женат, имеет двоих детей.